# Coupe de Russie 1998
Navigation
Édition précédente Édition suivante
La Coupe de Russie est une compétition internationale de patinage artistique qui se déroule en Russie au cours de l'automne. Elle accueille des patineurs amateurs de niveau senior dans quatre catégories: simple messieurs, simple dames, couple artistique et danse sur glace.
La troisième Coupe de Russie est organisée du 26 au 29 novembre 1998 à Moscou. Elle est la cinquième compétition du Grand Prix ISU senior de la saison 1998/1999.

## Résultats

### Messieurs
| Rang | Nom              | Pays       | Points | Prog. court | Prog. libre |
| ---- | ---------------- | ---------- | ------ | ----------- | ----------- |
| 1    | Aleksey Urmanov  | Russie     | 1.5    | 1           | 1           |
| 2    | Evgeni Plushenko | Russie     | 3.0    | 2           | 2           |
| 3    | Aleksandr Abt    | Russie     | 4.5    | 3           | 3           |
| 4    | Ivan Dinev       | Bulgarie   | 6.5    | 5           | 4           |
| 5    | Szabolcs Vidrai  | Hongrie    | 8.0    | 4           | 6           |
| 6    | Evgeny Pliuta    | Ukraine    | 9.0    | 8           | 5           |
| 7    | Seiichi Suzuki   | Japon      | 12.5   | 11          | 7           |
| 8    | Jeffrey Langdon  | Canada     | 13.0   | 6           | 10          |
| 9    | Michael Tyllesen | Danemark   | 14.0   | 12          | 8           |
| 10   | Markus Leminen   | Finlande   | 14.0   | 10          | 9           |
| 11   | Frédéric Dambier | France     | 15.5   | 9           | 11          |
| 12   | Timothy Goebel   | États-Unis | 15.5   | 7           | 12          |

### Dames
| Rang | Nom                | Pays               | Points | Prog. court | Prog. libre |
| ---- | ------------------ | ------------------ | ------ | ----------- | ----------- |
| 1    | Ielena Sokolova    | Russie             | 1.5    | 1           | 1           |
| 2    | Julia Soldatova    | Russie             | 3.5    | 3           | 2           |
| 3    | Irina Sloutskaïa   | Russie             | 4.0    | 2           | 3           |
| 4    | Yuka Kanazawa      | Japon              | 6.5    | 5           | 4           |
| 5    | Laëtitia Hubert    | France             | 7.0    | 4           | 5           |
| 6    | Anna Rechnio       | Pologne            | 9.0    | 6           | 6           |
| 7    | Veronika Dytrtová  | République tchèque | 12.5   | 11          | 7           |
| 8    | Amber Corwin       | États-Unis         | 12.5   | 9           | 8           |
| 9    | Angela Derochie    | Canada             | 13.0   | 8           | 9           |
| 10   | Yulia Lavrenchuk   | Ukraine            | 14.5   | 7           | 11          |
| 11   | Silvia Fontana     | Italie             | 16.0   | 12          | 10          |
| 12   | Franziska Guenther | Allemagne          | 18.0   | 10          | 12          |

### Couples
| Rang | Nom                                  | Pays       | Points | Prog. court | Prog. libre |
| ---- | ------------------------------------ | ---------- | ------ | ----------- | ----------- |
| 1    | Elena Berejnaïa / Anton Sikharulidze | Russie     | 1.5    | 1           | 1           |
| 2    | Xue Shen / Hongbo Zhao               | Chine      | 4.5    | 5           | 2           |
| 3    | Kyoko Ina / John Zimmerman           | États-Unis | 4.5    | 3           | 3           |
| 4    | Dorota Zagórska / Mariusz Siudek     | Pologne    | 5.0    | 2           | 4           |
| 5    | Marina Eltsova / Andrei Bushkov      | Russie     | 7.0    | 4           | 5           |
| 6    | Tatiana Totmianina / Maksim Marinin  | Russie     | 9.0    | 6           | 6           |
| 7    | Nadia Micalleff / Bruno Marcotte     | Canada     | 10.5   | 7           | 7           |
| 8    | Heather Allebach / Matthew Evers     | États-Unis | 12.0   | 8           | 8           |

### Danse sur glace
| Rang | Nom                                  | Pays        | Points | Danse imposée | Danse originale | Danse libre |
| ---- | ------------------------------------ | ----------- | ------ | ------------- | --------------- | ----------- |
| 1    | Anzhelika Krylova / Oleg Ovsiannikov | Russie      | 2.0    | 1             | 1               | 1           |
| 2    | Irina Lobatcheva / Ilia Averboukh    | Russie      | 4.0    | 2             | 2               | 2           |
| 3    | Tatiana Navka / Nikolai Morozov      | Biélorussie | 7.0    | 4             | 4               | 3           |
| 4    | Sylwia Nowak / Sebastian Kolasiński  | Pologne     | 7.0    | 3             | 3               | 4           |
| 5    | Naomi Lang / Peter Tchernyshev       | États-Unis  | 10.0   | 5             | 5               | 5           |
| 6    | Chantal Lefebvre / Michel Brunet     | Canada      | 12.0   | 6             | 6               | 6           |
| 7    | Dominique Deniaud / Martial Jaffredo | France      | 14.0   | 7             | 7               | 7           |
| 8    | Stephanie Rauer / Thomas Rauer       | Allemagne   | 16.0   | 8             | 8               | 8           |
| 9    | Angelika Fuhring / Bruno Ellinger    | Autriche    | 18.4   | 10            | 9               | 9           |
| 10   | Kornelia Barany / Andras Rosnik      | Hongrie     | 19.6   | 9             | 10              | 10          |

## Sources
- (en) Résultats de la Coupe de Russie 1998 sur le site de l'International Skating Union
- Patinage Magazine N°65 (Janvier/Février 1999)